# ناحیه سونگدونگ
ناحیه سونگ‌دونگ (کره‌ای: 성동구) یا سونگ‌دونگ گو یکی از ۲۵ نواحی سئول پایتخت کره جنوبی است. این ناحیه در کرانه شمالی رود هان قرار دارد و به ۲۰ محله (دونگ) تقسیم شده‌است.

## خواهرخوانده
- همپیونگ، استان جولا جنوبی، کره جنوبی
- هوایرو، پکن، چین
- شهرستان جین‌چون، استان چونگ‌چونگ شمالی، کره جنوبی
- سوچون، استان چونگ‌چونگ جنوبی، کره جنوبی
- شهرستان کاب، جورجیا، ایالات متحده آمریکا